# Gerhard Wendland (Schlagersänger)

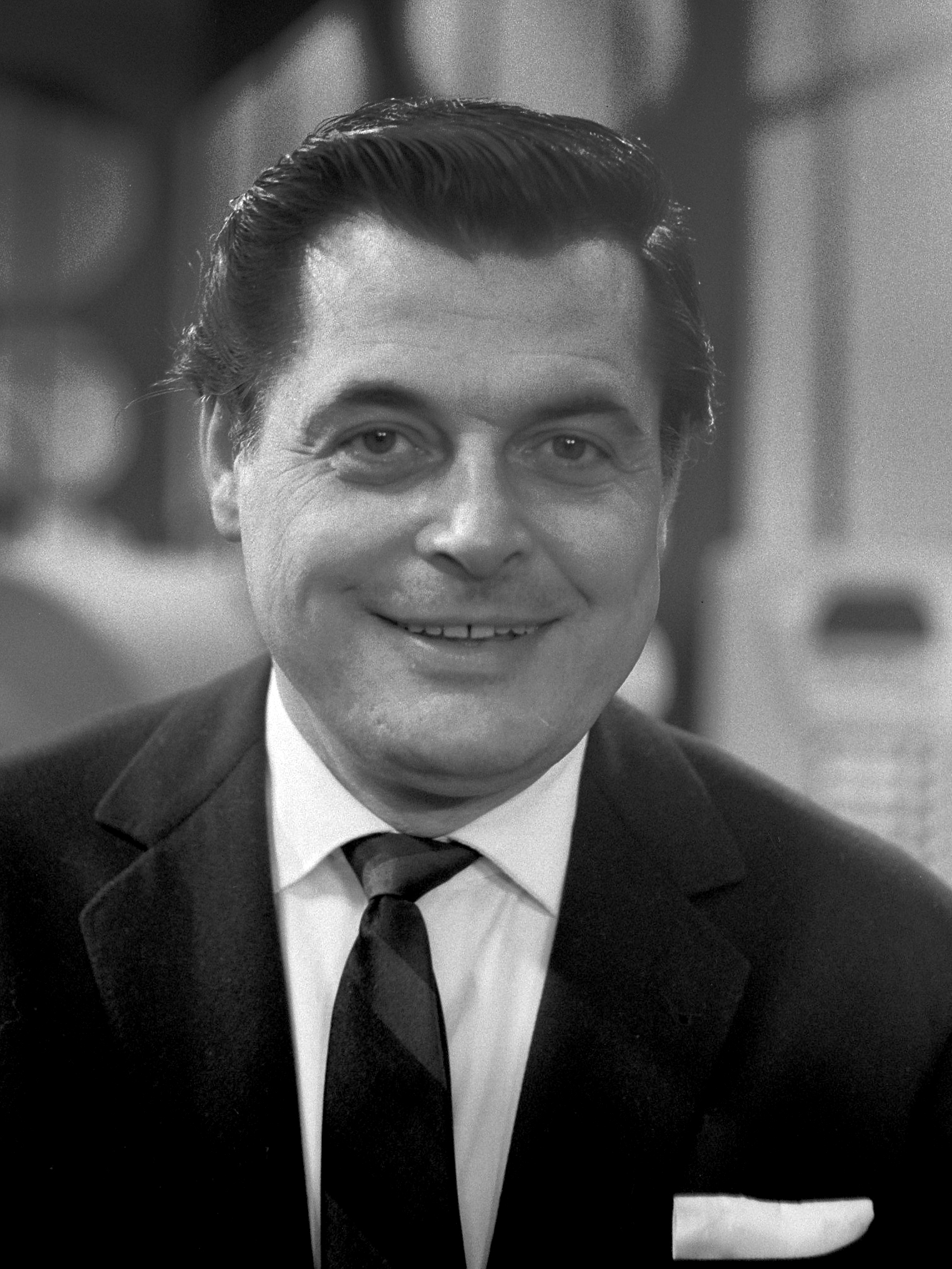
Gerhard Wendland, 1963

Gerhard Wendland (* 19. April 1916 in Berlin; † 21. Juni 1996 in München) war ein deutscher Schlagersänger.

## Werdegang
Gerhard Wendland brach ein Jurastudium ab und wandte sich dem Gesangsstudium an der Musikhochschule Berlin zu. Er hatte beschlossen, Opernsänger zu werden. Der Dirigent und Komponist leichter Musik, Franz Grothe, überredete ihn zu Schlageraufnahmen. Mit 27 Jahren brachte Wendland seine erste Schallplatte, Du warst für mich der schönste Traum, heraus. Im Jahr 1940 wurde Wendlands Karriere durch den Zweiten Weltkrieg unterbrochen; er wurde einberufen und geriet in amerikanische Kriegsgefangenschaft. Im Jahr 1948 nutzte er seine in der Gefangenschaft geknüpften Kontakte und trat in amerikanischen Offiziersclubs als Sänger auf. Bald erhielt er Engagements vom Bayerischen Rundfunk und von Werner Müller, dem Leiter des RIAS Tanzorchesters. Hier arbeitete er oft mit der Sängerin Gitta Lind zusammen.
Im Jahr 1951 war sein Schlager Das machen nur die Beine von Dolores in allen Radiostationen zu hören. Er war in den 1950er Jahren einer der gefragtesten Interpreten. Im Jahr 1960 nahm er mit dem Lied Alle Wunder dieser Welt an der deutschen Vorentscheidung zum Grand Prix Eurovision (Eurovision Song Contest) teil und erreichte den dritten Platz. 1964 nahm er erneut, wenn auch erfolglos, mit Wohin ist der Sommer an der deutschen Vorentscheidung zum Grand Prix teil.
Für den Tango Tanze mit mir in den Morgen erhielt Wendland 1961 eine Goldene Schallplatte. Das Lied war zehn Monate in der Hitparade vermerkt. Tanze mit mir in den Morgen verkaufte sich insgesamt über eine Million Mal, davon 500.000 Mal in Deutschland, womit es zu den meistverkauften Schlagern des Landes zählt. Im Jahr 1964 erhielt er den Auftrag, das Lied der ARD-Fernsehlotterie aufzunehmen, und sang den Song Bald klopft das Glück auch mal an deine Tür in zahlreichen Fernsehsendungen. Am 18. Januar 1969 trat er in der ersten Ausgabe von Dieter Thomas Hecks ZDF-Hitparade mit dem Titel Liebst Du mich? auf.
Seit Beginn der Fußball-Bundesliga bekannte er sich zu seiner Lieblingsmannschaft, Borussia Dortmund, und war dort oft Gast auf der Tribüne. Daneben war Wendland auch auf der Leinwand zu sehen, wo er manchmal sich selbst spielte. Auftritte im Theater und als häufiger Gast bei Galaveranstaltungen rundeten sein Künstlerleben ab.
Gerhard Wendland starb am 21. Juni 1996 in seinem Haus bei München. Seine Grabstätte befindet sich auf dem Friedhof Riem in München.

## Diskografie
- 1949: Wenn die Glocken hell erklingen
- 1950: Im Café de la Paix in Paris
- 1951: In der Cafeteria von Milano
- 1951: Das machen nur die Beine von Dolores
- 1952: Ruf mich mal an per Telefon
- 1952: Heimweh nach dir (Berlin-Lied aus dem gleichnamigen Film)
- 1952: Bolero (Geheimnis der südlichen Nächte) / Lebewohl, du schwarze Rose
- 1953: Für wen, Señorita, für wen?; Bei Dir war es immer so schön
- 1953: Der rote Bill von Golden Hill / Jambalaya
- 1953: Von Liebe reden wir später
- 1954: Hochzeitsglocken; Du weißt ja, wie sehr ich dich liebe[5]
- 1955: Bei uns in Laramie
- 1955: Der Himmel war noch nie so blau / Zwei Matrosen aus Schanghai
- 1959: Du fehlst mir so sehr
- 1960: Gestern abend ging ganz leis’ mein Telefon
- 1960: Alle Wunder dieser Welt
- 1961: Sie
- 1961: Tanze mit mir in den Morgen
- 1962: Schau mir noch einmal in die Augen
- 1962: Schläfst Du schon
- 1962: Mary-Rose
- 1963: Lach doch, wenn’s zum Weinen nicht ganz reicht
- 1964: Heißer Wind weht über die Prärie
- 1964: Bald klopft das Glück auch mal an deine Tür
- 1966: Nein, Nein, Nein Valentina
- 1968: Honey
- 1968: Please release me, lass mich gehen
- 1969: Liebst Du mich?
- 1970: Ruby, schau’ einmal über’n Zaun
- 1974: Wie ich dich seh’ mit meinen Augen
- 1975: Geisterreiter
- 1979: Das Daddy, das ist sehr gesund
- 1984: Ball der einsamen Herzen

## Filmografie
- 1951: Die verschleierte Maja
- 1952: Heimweh nach Dir
- 1952: Tanzende Sterne
- 1952: Der bunte Traum
- 1954: Mannequins für Rio
- 1954: An jedem Finger zehn
- 1955: Rosenmontag
- 1956: Der schräge Otto
- 1957: Hoch droben auf dem Berg
- 1960: Schlagerparade 1960
- 1962: Tanze mit mir in den Morgen
- 1962: Wenn die Musik spielt am Wörthersee
- 1962: Die Post geht ab
- 1963: Sing, aber spiel nicht mit mir
- 1963: Unsere tollen Nichten
- 1965: Ein Ferienbett mit 100 PS
- 1981: Kleiner Mann was tun